# Simulium novigracilis
Simulium novigracilis es una especie de insecto del género Simulium, familia Simuliidae, orden Diptera.
Fue descrita científicamente por Deng, Zhang & Xue, 1996.